# Amt Am Peenestrom
La comunità amministrativa di Am Peenestrom (Amt Am Peenestrom) si trova nel circondario della Pomerania Anteriore-Greifswald nel Meclemburgo-Pomerania Anteriore, in Germania.

## Suddivisione
Comprende 7 comuni (abitanti il 31 dicembre 2022):
1. Buggenhagen (216)
2. Krummin (228)
3. Lassan, Città (1 491)
4. Lütow (442)
5. Sauzin (426)
6. Wolgast, Città * (12 055)
7. Zemitz (716)

Il capoluogo è Wolgast.